# 暹越戰爭 (1769年–1773年)
暹越戰爭 (1769-1773)，是暹羅吞武里王朝與越南阮主之間的戰爭。

## 背景
暹羅阿瑜陀耶王國滅亡之後，阿瑜陀耶王子昭最（เจ้าจุ้ย，泰沙王之孫）逃往越南的河僊鎮，被河僊鎮統治者鄚天賜收留。當時暹羅陷入混亂、各地勢力割據。鄭昭征討莊他武里（尖竹汶），驅逐了當地總督披耶·莊他武里並以此為基地，披耶·莊他武里也被鄚天賜收留。鄭昭要求鄚天賜交出這些人，被鄚天賜拒絕，雙方關係緊張，鄚天賜經常派水軍去暹羅海域窺探虛實。

## 戰爭
1769年，趁鄭昭率軍出征昭披耶·那空是貪瑪叻 (努)的時候，鄚天賜派陳大力率軍突襲莊他武里，但因水土不服被迫撤回。與此同時，鄭昭已經統一暹羅並擊退緬甸的入侵，銳氣正盛。因柬埔寨烏迭二世與安農二世爭奪王位，烏迭二世受到越南阮主阮福淳和鄚天賜的支持，鄭昭派昭披耶·扎克里 (穆)率兵攜安農二世歸國繼位。烏迭出奔河僊，阮福淳遣阮久潭、陳福成二將攻打柬埔寨，驅逐安農，扶烏迭奪回王位。
鄭昭向清朝派遣使者，自稱是暹羅國王，要求賜予暹羅國王之印。不過，由於鄚天賜向清朝告發稱鄭昭是個篡位者，於是乾隆帝拒絕承認鄭昭的統治，擲還其書。流亡河僊鎮的昭最被鄭昭視為最大隱患。1771年鄭昭親自出兵攻打河僊，鄚天賜奮力抵抗，最終失守，出奔嘉定（今胡志明市）避難。暹羅將領披耶·披披瓦提（陳聯）追擊，遭到阮主龍湖營留守宋福洽的截擊戰敗，只得退回河僊。鄭昭派披披瓦提留守河僊，自己則率軍攻打柬埔寨，佔領了金邊，將安農二世扶上了王位。
1772年，阮福淳派阮久潭、陳福成二將從前江進，宋福洽從後江進，攻打柬埔寨。鄭昭戰敗，撤退到河僊，派人致書鄚天賜要求和解，被鄚天賜拒絕。於是鄭昭留披披瓦提守河僊，自己則率兵撤回暹羅。鄭昭將鄚天賜的子女帶回暹羅扣作人質。後來，昭最在吞武里被殺害。
烏迭二世雖然復位，但暹羅仍不斷出兵攻打柬埔寨，阮主也被迫出兵支持烏迭，但都被暹羅打敗。不久以後，越南爆發西山起義，迅速蔓延全國，迫使阮主與暹羅媾和。1773年雙方達成和解，鄭昭將河僊鎮歸還給了越南，並將鄚天賜的子女釋放回國，失去越南支持的烏迭二世被迫讓位給安農二世。

## 結果
安農二世執行反越南政策，導致後來柬埔寨被阮主入侵並被降為附庸，其本人也被殺害。1781年，鄭昭派昭披耶·扎克里、昭披耶·素拉西出征柬埔寨，但不久暹羅發生內亂，鄭昭被推翻。昭披耶·扎克里與越南達成和解，回軍吞武里，建立扎克里王朝。